# Jan van Merheim
Jan van Merheim was de zoon van Willem van Merheim en Agnes van Cronenborch en de oudere broer van Dirk van Merheim. Toen de laatste stierf zonder wettige kinderen achter te laten, werd Jan van Merheim heer van Boxtel en Liempde.
Eigenlijk zou Jan van begin af aan de heerlijke rechten over Boxtel erven, doch hij heeft in 1422 laten vastleggen dat zijn broer Dirk de heerlijke macht zou uitoefenen en dat Jan daarvoor een schadeloosstelling zou krijgen. Ook zou Jan de heerlijke rechten mogen uitoefenen als Dirk kinderloos kwam te overlijden, wat deze in 1435 inderdaad deed.
Jan van Merheim overleed echter in 1439, eveneens zonder wettige kinderen na te laten. Zijn zuster, Elisabeth van Merheim, was echter nog in leven, en deze werd nu erfvrouwe van Boxtel en Liempde.